# Jerry Zeniuk

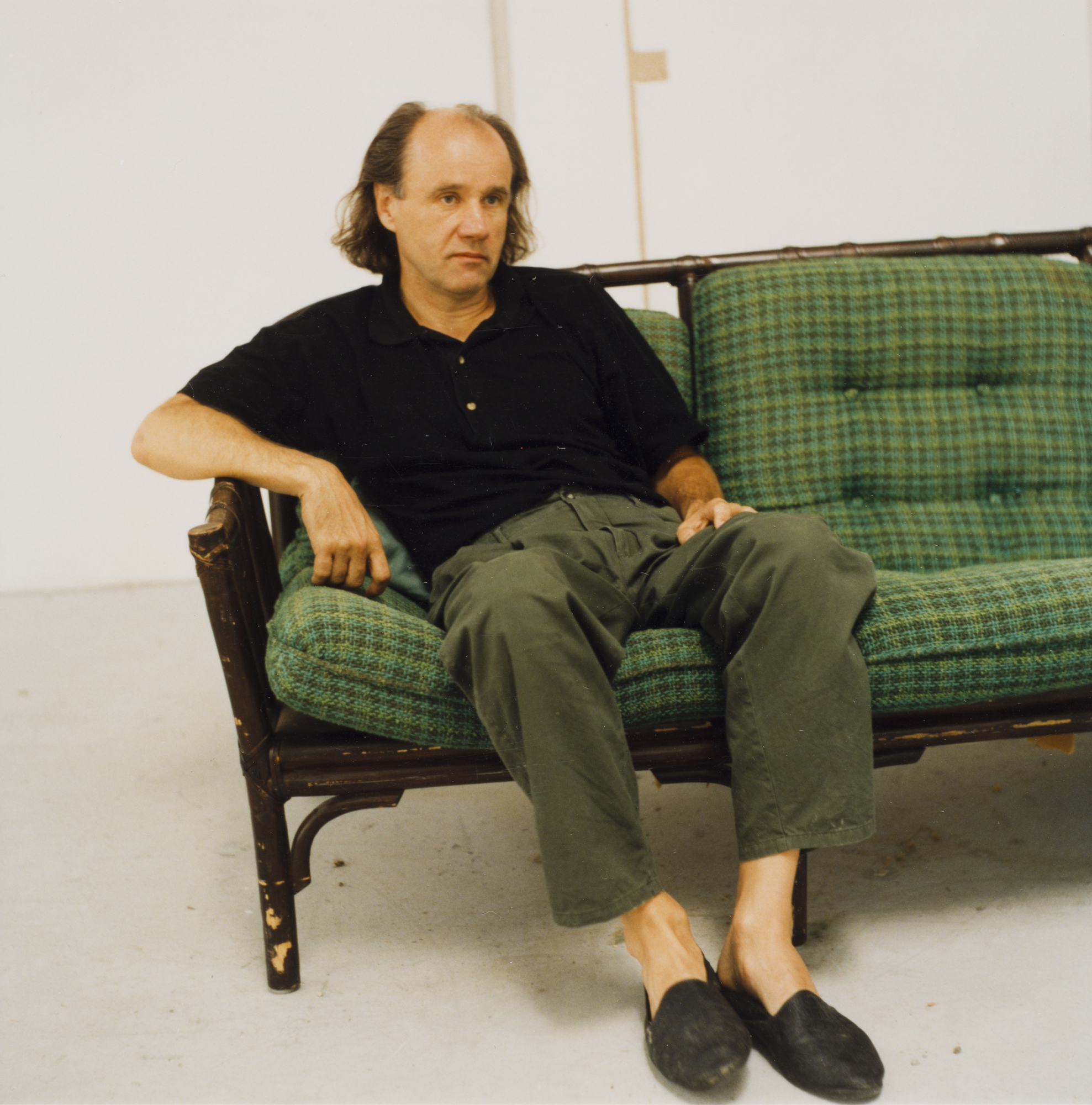
Jerry Zeniuk als Gast der Villa Waldberta (1993)

Jerry Zeniuk (* 1945 in Bardowick, Niedersachsen) ist ein deutsch-US-amerikanischer Maler.

## Leben
Zeniuk wurde als Sohn von Flüchtlingen aus der Ukraine in einem Übergangslager in Bardowick bei Lüneburg geboren.
Seine Familie emigrierte 1950 nach Boulder, wo er 1969 den MFA an der University of Colorado erhielt. Im selben Jahr erfolgte der Umzug nach New York. Von 1973 bis 1974 hielt Zeniuk sich in Hamburg auf. Er erhielt 1977–1978 ein DAAD-Stipendium für einen einjährigen Arbeitsaufenthalt in Berlin, war seit 1981 Fellow für Malerei des National Endowment for the Arts und ab 2003 Mitglied des Deutschen Künstlerbundes. Von 1993 bis 2011 war er Professor für Malerei und Graphik an der Akademie der bildenden Künste München. Seit 2014 ist er Dozent an der Akademie der Bildenden Künste an der Alten Spinnerei.
Zeniuk experimentiert in seiner Malerei u. a. mit Enkaustik. Die Staatsgalerie Moderne Kunst im Glaspalast Augsburg richtete ihm von Mai 2012 bis November 2013 eine umfängliche Werkschau mit dem Titel Elementare Malerei aus, die seine Schaffensphasen seit den 1970er Jahren von fast monochromischen hin zu farbigen Werken, die die Eigenschaften der Farben und ihre reine visuelle Wahrnehmung zum Thema haben, umfasst.

## Ausstellungen (Auswahl)
- 1982 München, Galerie Rupert Walser
- 1998 New York, Lawrence Marke Gallery
- 1999 Jerry Zeniuk – Münchner Bilder 1992-1998, Städtische Galerie im Lenbachhaus und Kunstbau, München[4]
- 1999 Winterthur, Kunstmuseum (Wanderausstellung)
- 2012 MOVE – mit Toni Stegmayer, Städtische Galerie Rosenheim
- 2014 Jerry Zeniuk – Paintings: Not for your living room, Museum Wiesbaden[5]
- 2014 Jerry Zeniuk – Paintings: Not for your living room, Bernhard Knaus Fine Art, Frankfurt
- 2016 Jerry Zeniuk. How to Paint, Quadrat Bottrop
- 2016 Full Circle – Kunstverein Rosenheim, Rosenheim

## Öffentliche Sammlungen
Dänemark
- Louisiana Museum of Modern Art, Humlebaek

Deutschland
- Kunsthalle Bremen, Bremen
- Museum Pfalzgalerie Kaiserslautern, Kaiserslautern
- Museum Ludwig, Köln
- Galerie der Künstler, München
- Kunsthalle Hamburg, Hamburg
- Kunstmuseum Bonn, Bonn
- Lenbachhaus, München
- Neue Galerie, Kassel
- Neues Museum Weserburg, Bremen
- Sammlung zeitgenössischer Kunst der Bundesrepublik Deutschland, Bonn

Frankreich
- FRAC - Pays de la Loire, Carquefou

Schweiz
- Kunstmuseum Winterthur, Winterthur

USA
- Virginia Museum of Fine Arts, Richmond, Virginia